# Nicesipolis
Nicesipolis hoặc Nicasipolis của Pherae (tiếng Hy Lạp: Νικησίπολις Nikesipolis) là vợ hoặc thê thiếp của Philippos II của Macedonia, bà còn là mẹ của Thessalonike của Macedonia. Nicesipolis là người gốc Thessaly, quê hương của bà là thành phố Pherae. Không có nhiều thông tin chi tiết về cuộc đời và xuất thân của bà còn tồn tại cho tới ngày nay nhưng dường như bà là một quý tộc Thessaly và có thể là một người cháu của Jason của Pherae. Bà qua đời chỉ 20 ngày sau khi sinh người con gái Thessalonike của Macedonia vào khoảng năm 345 TCN.